# 蒙斯特鲁-米略
蒙斯特鲁-米略（法語：Monsteroux-Milieu，法語發音：[mɔ̃stəʁu miljø]）是法国伊泽尔省的一个市镇，属于维埃纳区。该市镇于1790-1794年间由蒙斯特鲁（Monsteroux）和米略（Milieu）合并而成。

## 地理
蒙斯特鲁-米略（45°25'56"N, 4°56'12"E）面积8.17 平方千米，位于法国奥弗涅-罗讷-阿尔卑斯大区伊泽尔省，该省份为法国东南部内陆省份，北起顺时针与安省、萨瓦省、上阿尔卑斯省、德龙省、阿尔代什省、卢瓦尔省和罗讷省。
与蒙斯特鲁-米略接壤的市镇（或旧市镇、城区）包括：韦尔尼奥、阿雪、沙隆、蒙瑟沃鲁。

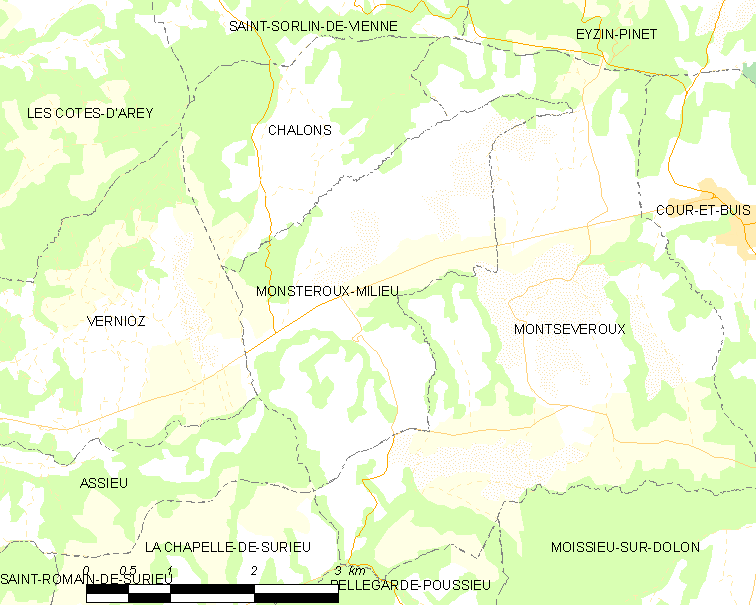
蒙斯特鲁-米略的OSM定位图

蒙斯特鲁-米略的时区为UTC+01:00、UTC+02:00（夏令时）。

## 行政
蒙斯特鲁-米略的邮政编码为38122，INSEE市镇编码为38244。

## 政治
蒙斯特鲁-米略所属的省级选区为鲁西永县。

## 人口

1962-2008年间蒙斯特鲁-米略人口变化图示

蒙斯特鲁-米略于2022年1月1日时的人口数量为782人。